# Saison 1 de Cold Case : Affaires classées
Chronologie
Saison 2
Cet article présente le guide de la première saison de la série télévisée américaine Cold Case : Affaires classées.

## Distribution

### Acteurs principaux
- Kathryn Morris (V. F. : Stéphanie Lafforgue) : Lillian « Lilly » Rush
- John Finn (V. F. : Jean-Luc Kayser) : John Stillman
- Jeremy Ratchford (V. F. : Bruno Dubernat) : Nick Vera
- Thom Barry (V. F. : Gérard Dessalles) : Will Jeffries
- Justin Chambers : Chris Lassing (épisodes 1 à 4)
- Danny Pino (V. F. : Xavier Fagnon) : Scotty Valens (à partir de l'épisode 6)

### Acteurs récurrents et invités
- Josh Hopkins : Jason Kite (épisode 6, 11 à 13, 15, 19 à 21, 23)
- Marisol Nichols : Elisa (épisode 14, 16, 17, 20, 22, 23)
- Doug Spinuzza (Louie Amante)
- Kate Mara : Jill Shelby en 1976 (épisode 1)
- Finn Wittrock : Eric Whitley en 1976 (épisode 1)
- Becki Newton : Mélanie Whitley en 1976 (épisode 1)
- D.W. Moffett : Todd Whitley en 2003 (épisode 1)
- Madeline Carroll : Gwen Deamer en 1983 (épisode 2)
- Bree Turner : Ellen Curtis en 1998/2003 (épisode 3)
- Jimmi Simpson : Ryan Bayes en 2003 (épisode 4)
- Aimee Teegarden : Tina Bayes en 1990 (épisode 4)
- Aldis Hodge : Mason Tucker en 1973 (épisode 5)
- Summer Glau : Paige Pratt en 1981 (épisode 6)
- Brandon Routh : Henry Philips en 1964 (épisode 7)
- Christina Cox : Sherry Fox en 2003 (épisode 9)
- Jeffrey Nordling : Roy Minard en 1995/2003 (épisode 10)
- Kaitlin Doubleday : Holly Richardson en 1995 (épisode 10)
- Geoffrey Lewis : Nathan "Jonesy" Jones en 2004 (épisode 13)
- Keke Palmer : Arletta Marion en 1939 (épisode 13)
- Samantha Eggar : Sœur Vivien Doyle en 2004 (épisode 14)
- Autumn Reeser : Sœur Grace Ashley en 1958 (épisode 14)
- Jacqueline Scott : Sally Bowers en 2004 (épisode 14)
- Amanda Wyss : Sonya Witkowski en 2004 (épisode 15)
- Amber Benson : Julia Hoffman en 1969 (épisode 16)
- Maggie Grace : Renée en 1969 (épisode 16)
- Jocko Sims : Lionel Royce en 1969 (épisode 16)
- Katee Sackhoff : Terri Maxwell en 1969 (épisode 16)
- Michael Harney : Charlie Rinzler en 2004 (épisode 16)
- Mehcad Brooks : Herman Lester en 1987 (épisode 17)
- Jim Meskimen : P.J. Prosser en 2004 (épisode 19)
- Patty McCormack : Mavis Breen en 2004 (épisode 20)
- T.J. Thyne : Kip Crowley en 1985 (épisode 20)
- Michael Nouri : Kyle Silver en 2004 (épisode 21)
- Ashton Holmes : Sean Morgan / Bobby Gordon en 2004 (épisode 21)
- Jason Dohring : Dominic LaSalle en 2004 (épisode 22)
- Nate Parker : R.J. Holden en 2004 (épisode 22)
- Sam Witwer : Sergent James Creighton en 1999/2004 (épisode 22)
- Mae Whitman : Eve Kendall en 1986 (épisode 23)

## Épisodes

### Épisode 1:Nouveau regard
- États-Unis /  Canada : 28 septembre 2003 sur CBS / CTV[1]
- France : 4 septembre 2005 sur France 2

- États-Unis : 15,55 millions de téléspectateurs[2] (première diffusion)

- Kate Mara (Jill Shelby)
- Diana Burbano (Bonita Raphael, 1976)
- Lillian Hurst (Bonita Raphael)
- Finn Wittrock (Eric Whitley, 1976)
- Michael Reilly Burke (Eric Whitley)
- Becki Newton (Melanie Whitley, 1976)
- Lisa Waltz (Melanie Whitley)
- Kip Martin (Todd Whitley, 1976)
- D.W. Moffett (Todd Whitley)
- Tim Choate (Charlie Winters)
- Elizabeth Franz (Evelyn Shelby)
- Sherman Howard (Tim Dorn)
- Mo McRae (Burke Kelvin)
- Justin Chambers (Chris Lassing)

- More Than a Feeling (Boston)
- You Sexy Thing (Hot Chocolate)
- I'm Not in Love (10cc)
- Soul Searching (Soul Hooligan)
- Have You Ever Seen the Rain? (Creedence Clearwater Revival)

### Épisode 2:Le Feu aux poudres
- États-Unis /  Canada : 5 octobre 2003
- France : 11 septembre 2005

- États-Unis : 13,96 millions de téléspectateurs[3] (première diffusion)
- Canada : 1,079 million de téléspectateurs[4]

- Sara Arrington (Dana Deamer)
- Brian D. Johnson (Robert "Rob" Deamer, 1983)
- Brett Cullen (Robert "Rob" Deamer)
- Madeline Carroll (Gwendolyn "Gwen" Deemer, 1983)
- Jamie Brown (Gwendolyn "Gwen" Deamer)
- Blanca E Conchas (Maria Sanchez, 1983)
- Julia Vera (Maria Sanchez)
- Jack Galle (Frank Lawson, 1983)
- Mark Bernier (Albert Miller)
- Dorian Lopinto (Pauline)
- DeLane Matthews (Lorraine Loomis)
- Doug Spinuzza (Louie Amante)
- Justin Chambers (Chris Lassing)

- Owner of a Lonely Heart (Yes)
- True (Spandau Ballet)
- Hold Me Now (Thompson Twins)
- Total Eclipse of the Heart (Bonnie Tyler)
- Straight from the Heart (Bryan Adams)

### Épisode 3:Sous les yeux du chat
- États-Unis : 12 octobre 2003

- États-Unis : 12,82 millions de téléspectateurs[5] (première diffusion)

- Gwendolyn Whiteside (Gail Chimayo)
- Joel Bissonnette (en) (Carl Hilly)
- Jenni Blong (Nicole "Nikki" LaMasse)
- Brooke Bloom (Tania)
- Joy Hooper (Anna Berlin)
- Sara Rosenberg (Bridget)
- Christopher Shea (Larry)
- Bree Turner (Ellen Curtis)
- Greg Zola (Bruce Helridge)

- How's It Going to Be (Third Eye Blind)
- When You're Gone (The Cranberries)
- Heroes (The Wallflowers)

### Épisode 4:Des gens bien
- États-Unis /  Canada : 19 octobre 2003
- France : 2 octobre 2005

- États-Unis : 11,62 millions de téléspectateurs[6] (première diffusion)
- Canada : 1,295 million de téléspectateurs[7]

- John Walcutt (Mitchell Bayes)
- Douglas Smith (Ryan Bayes-1990)
- Jimmi Simpson (Ryan Bayes)
- Aimee Teegarden (Tina Bayes-1990)
- Daisy McCrackin (Tina Bayes)
- Isabella Hofmann (Charlotte Bayes)
- Kelli Dawn Hancock (Ashley)
- Kerrie Keane (Judy Enright)
- Kevin McCorkle (Gil Sherman)
- Justin Chambers (Chris Lassing)

- Faith (George Michael)
- Never Gonna Give You Up (Rick Astley)
- I Get Weak (Belinda Carlisle)
- Live to Tell (Madonna)

### Épisode 5:Une course sans fin
- États-Unis /  Canada : 26 octobre 2003
- France : 9 octobre 2005

- États-Unis : 14,08 millions de téléspectateurs[8] (première diffusion)
- Canada : 1,134 million de téléspectateurs[9]

- Aldis Hodge (Mason Tucker-1973)
- Rif Hutton (Mason 'Runner' Tucker)
- Matt Bushell (Butch Rinaldi-1973)
- Steve Ryan (Butch Rinaldi)
- Sheila Jerome (Diane Washington-1973)
- Barbara Eve Harris (Diane Washington)
- Cory Hardrict (Joe Washington)
- Dee Freeman (Samantha "Sammy" Robbins)
- Marlene Warfield (Samuela Robbins)
- Cheselka Leigh (Jessica)
- William Stanford Davis (DeAnte Rollins / Brother Jamal)
- Ophelia Turner (Gloria Munez)
- Ryun Yu (Ray Leung)

- Midnight Train to Georgia (Gladys Knight & The Pips)
- Jungle Boogie (Kool & The Gang)
- I'm Gonna Love You Just a Little More, Baby (Barry White)
- Let's Stay Together (Al Green)
- If You Want Me to Stay (Sly and The Family Stone)
- Time Has Come Today (Chambers Brothers)
- You Are the Sunshine of My Life (Stevie Wonder)
- Lean on Me (Bill Withers)

### Épisode 6:Comme une comète
- États-Unis : 9 novembre 2003

- États-Unis : 14,39 millions de téléspectateurs (première diffusion)

- Summer Glau (Paige Pratt)
- Dylan Cope (Al Clarkson, 1981)
- Doug Kruse (Al Clarkson)
- Lacey Beeman (Jane, 1981)
- Saxon Trainor (Jane)
- Ben Lang (Will Harrell, 1981)
- James DuMont (Will Harrell)
- Isabelle Dahlin (Heidi Busch)
- Charles Duckworth (Issac)
- Josh Hopkins (Kite)
- Kevin McCorkle (Gil Sherman)
- Jeanette O'Connor (April)
- Vincent Ventresca (Dr Bennett Cahill)
- Tim deZarn (Ricky Stockvis)

- Keep On Lovin' You (REO Speedwagon)
- Who Can It Be Now? (Men at Work)
- Urgent (Foreigner)
- The Best of Times (Styx)
- Bette Davis Eyes (Kim Carnes)
- Every Woman in the World (Air Supply)
- She's Got a Way (Billy Joel)

### Épisode 7:Le Temps de la haine
- États-Unis : 16 novembre 2003

- États-Unis : 13,95 millions de téléspectateurs[10] (première diffusion)

- Patrick Macmanus (Daniel Holtz)
- Patrick Gallo (Anthony De Sica, 1964)
- Carlo Michael Mancini (Anthony De Sica, 2003)
- Melissa Yvonne Lewis (Déborah, 1964)
- Kathleen Lloyd (Déborah, 2003)
- Mark Nordike (George "Tinkerbell" Polk, 1964)
- Bill Henderson (George "Tinkerbell" Polk, 2003)
- Lisa Long (Hélène Holtz, 1964)
- Barbara Tarbuck (Hélène Holtz, 2003)
- Brandon Routh (Henry Phillips, 1964)
- Chelcie Ross (Henry Phillips, 2003)
- Jack Guzman (Paul Nelson, 1964)
- Paul Vincent O'Connor (Paul Nelson, 2003)
- Caleb Moody (Timmy O'Brien, 1964)
- Michael Potter (Timmy O'Brien, 2003)
- Bruce McGregor (Clyde)
- James Michael White (Howard Holtz)
- Sean Neff (Coéquipier de baseball)
- Mimi Savage (Shelly)

- The Shoop Shoop Song (It's in His Kiss) (Betty Everett)
- Remember (Walkin' in the Sand) (The Shangri-Las)
- You're Nobody Till Somebody Loves You (Dean Martin)
- Town Without Pity (Gene Pitney)
- Turn! Turn! Turn! (To Everything There Is a Season) (The Byrds)

### Épisode 8:Des bleus et des papillons
- États-Unis /  Canada : 30 novembre 2003

- États-Unis : 16,46 millions de téléspectateurs[11] (première diffusion)
- Canada : 1,238 million de téléspectateurs[12]

- Aynsley Lemon (Toya Miles)
- Laura Regan (Rosie Miles)
- Svetlana Efremova (Tamara "Tammy")
- Chris Fogleman (Tom Sterling)
- Kathleen Gati (Irène Jablonski)
- Don McManus (Josh Freely)
- Christian J. Meoli (Angel Rivéra)
- K. J. Penthouse (McLean Wykowski)
- Victor Togunde (Philip Williams)
- Meera Simhan (Docteur Anita Khosla)

- Sleep (Azure Ray)
- Hemorrhage (In My Hands) (Fuel)
- Heaven (Candlelight Mix) (DJ Sammy)

### Épisode 9:Remords
- États-Unis /  Canada : 7 décembre 2003

- États-Unis : 16,11 millions de téléspectateurs[13] (première diffusion)
- Canada : 1,232 million de téléspectateurs[14]

- Lois Hall (Krystal Hogan)
- Jake Bern (James Hogan, 1989)
- Silas Weir Mitchell (James Hogan, 2003)
- ? (Joan Fink, 1989)
- Linda Castro (Joan Fink, 2003)
- Merritt Hicks (Sherry Fox, 1989)
- Christina Cox (Sherry Fox, 2003)
- Sarah Buehler (Dana Meyer)
- Brent Huff (Lonnie Gable)
- J.P. Pitoc (Brad Meyer)
- Steve Seagren (Tommy Burke)

- Lovesong (The Cure)
- She Drives Me Crazy (Fine Young Cannibals)
- Don't Dream It's Over (Crowded House)
- The End of the Innocence (Don Henley & Bruce Hornsby)

### Épisode 10:Coup de pouce
- États-Unis : 21 décembre 2003

- États-Unis : 13,95 millions de téléspectateurs[15] (première diffusion)

- Chris Beckwith (Matt Mills, 1994)
- Garrett Strommen (Matt Mills, 1997)
- Brianna Osborne (Katie Mills, 1994)
- Trish Coren (Katie Mills, 2003)
- Joel Anderson (Robert Mills)
- Victor Z. Isaac (Blaine Robbins, 1994)
- Nathan Baesel (Blaine Robbins, 1997/2003)
- Betty A. Bridges (Dorothy)
- Arthur Darbinyan (Ivan Medvedenko)
- Sagi Jessie Degon (Joey Taggy)
- Pat Destro (Beth Mills)
- Rafael J. Noble (Bob)
- Fredric Lehne (Sam Royal)
- Rhino Michaels (Henry Floyd)
- Marco Rodriguez (Manny Fernandez)
- Suanne Spoke (Janice Burns)

- Walkin' on the Sun (Smash Mouth)
- Two Step (Dave Matthews Band)
- Closer (Nine Inch Nails)
- I Believe (Blessid Union of Souls)

### Épisode 11:Ophélie
- États-Unis /  Canada : 11 janvier 2004

- États-Unis : 15,20 millions de téléspectateurs[16] (première diffusion)
- Canada : 1,227 million de téléspectateurs[17]

- Kaitlin Doubleday (Holly Richardson)
- Larry Brandenburg (Mike Richardson)
- Mary-Kathleen Gordon (Susan Richardson)
- Stacy Arnell (Trish)
- E. J. Callahan (Archie)
- Elizabeth Greer (Monique)
- Josh Hopkins (Procureur Jason Kite)
- Robert LaSardo (Jésus Torres)
- Jeffrey Nordling (Roy Minard)
- Tressa Pope (Gretta)
- Lisa Dean Ryan (Barbara Carise)
- Blake Shields (Barry Tépler)

- Wonderful (Adam Ant)
- Stay (Lisa Loeb)
- Don't Look Back in Anger (Oasis)

### Épisode 12:Le Secret de la confession
- États-Unis /  Canada : 18 janvier 2004

- États-Unis : 12,8 millions de téléspectateurs (première diffusion)
- Canada : 1,49 million de téléspectateurs[18]

- Ridge Canipe (Timothy "Tim" Barnes)
- Sean Carrigan (Greg Barnes, 1980)
- Michael McGrady (Greg Barnes, 2004)
- Eden Rountree (Nicole Barnes, 1980)
- Chelsea Field (Nicole Barnes, 2004)
- Marc McClure (Père Declan, 1980)
- John Lawlor (Père Declan, 2004)
- Jason Alan Smith (Sean Murphy, 1980)
- Todd Waring (Sean Murphy, 2004)
- Trent J. Cameron (Latrell Richmond, 1980)
- Ray Campbell (Latrell Richmond "Julius Smith", 2004)
- Anne Thomas (Wilma Richmond, 1980)
- Emily Yancy (en) (Wilma Richmond, 2004)
- Anthony John Crane (John Stillman, 1980)
- Asa Bernstine (Michael Russell)
- Candace Edwards (Candice Russell)
- Sonia Jackson (Brenda)
- Josh Hopkins (Procureur Jason Kite)

- Running On Empty (Jackson Browne)
- The Logical Song (Supertramp)
- Slip Sliding Away (Paul Simon)
- Follow You Follow Me (Genesis)

### Épisode 13:Les Petits Mots
- États-Unis : 25 janvier 2004

- États-Unis : 15,75 millions de téléspectateurs[19] (première diffusion)

- Josh Hopkins (Procureur Jason Kite)
- Geoffrey Lewis (Nathan "Jonesy" Jones, 2004)
- Meta Golding (Sadie Douglas)
- Ryan Alosio (Pierce McClintock)
- Lou Beatty Jr. (Manross Delaney, 2004)
- Sven Holmberg (Frankie)
- Lillian Lehman (Blanche Delaney, 2004)
- Leslie Silva (Sarah Tucker)
- Adam Weiner (Nathan "Jonesy" Jones, 1939)
- Nadine Ellis (Blanche Debbins, 1939)
- Shacolby Randell (Manross Delaney, 1939)
- Zoe Cotton (Arletta Marion, 1939)
- Keke Palmer (Arletta Marion, 1939)
- Anne Marie Howard (Jennifer Reilly)

- Stars Fell on Alabama (Louis Armstrong & Ella Fitzgerald)
- Blue Moon (Ella Fitzgerald)

### Épisode 14:Les Orphelins
- États-Unis : 15 février 2004

- États-Unis : 17,33 millions de téléspectateurs[20] (première diffusion)

- Samantha Eggar (Sœur Vivian Doyle)
- Marisol Nichols (Elisa)
- Delaney Williams (Fred Banks)
- Molly Cheek (Gretchen Culliver)
- Autumn Reeser (Sœur Grace Ashley)
- Charles Noland (Walter)
- Ryan Tasz (Clayton Weathers)
- Lyndon Smith (Arnold Culliver)
- M. Brown (Roger Garrett)
- Andrew Heald (Roger, 1958)
- Johanna Watts (Sœur Vivian Doyle, 1958)
- Dave Michael Beaudrie (Walter, 1958)
- Jacqueline Scott (Sally Bower, 2003)

- All I Have to Do Is Dream (Dream, Dream) (The Everly Brothers)
- Catch a Falling Star (en) (Perry Como)
- Poor Little Fool (Ricky Nelson)
- Lonesome Town (Ricky Nelson)
- Walkin' After Midnight (en) (Patsy Cline)
- You're the Nearest Thing to Heaven (en) (Johnny Cash)
- Sweeter Than You (en) (Ricky Nelson)

### Épisode 15:Disco Inferno
- États-Unis /  Canada : 22 février 2004

- États-Unis : 15,33 millions de téléspectateurs[21] (première diffusion)
- Canada : 1,506 million de téléspectateurs[22]

- Amanda Wyss (Sonya Witkowski)
- Josh Hopkins (Kite)
- Robert Cicchini (Paul Chaney)
- Nichole Hiltz (Doreen Denova, 1978)
- Robin Riker (Doreen Denova)
- Lorna Raver (Myra)
- Michael Fairman (David Rosen)
- Conor Dubin (Benjamin Isaac "Benny" Rosen)
- Ciara Hughes (Sonya Witowski, 1978)
- Robert Maffia (Mr Rosen)
- Justin Meloni (Paul Chaney, 1978)
- Joey Diaz (Ken Mazzacone)
- Johnny Palermo (Ken Mazzacone, 1978)
- Rick Foster (Mark Rigley)

- Disco Inferno (The Trammps)
- I Will Survive (Gloria Gaynor)
- After the Love Has Gone (Earth, Wind & Fire)
- Dancing Queen (ABBA)
- I Love the Night Life (Alicia Bridges)
- Stayin' Alive (Bee Gees)
- Le Freak (Chic)
- Last Dance (Donna Summer)

### Épisode 16:L'Indic
- États-Unis /  Canada : 7 mars 2004

- États-Unis : 15,98 millions de téléspectateurs[23] (première diffusion)
- Canada : 1,357 million de téléspectateurs[24]

- Chris Sarandon (Adam Clarke)
- Garland Whitt (Gerard Gary)
- Marisol Nichols (Elisa)
- Scott Caudill (Elliot Karp)
- Amber Benson (Julia Hoffman)
- Maggie Grace (Renee, 1969)
- Trever O'Brien (Charlie Rinzler, 1969)
- Katee Sackhoff (Terri Maxwell, 1969)
- Michael Harney (Charlie Rinzler)
- Mary Joan Negro (Renee)
- Elayn Taylor (Colette Ferguson)
- Karen Austin (Terri Maxwell)
- Jocko Sims (Lionel Royce, 1969)
- Jason L. Miller (Jonny)
- Riley Schmidt (Adam Clarke, 1969)
- Terrence Flack (Lionel Royce)
- Jim Gleason(Dr Leo Linden, 1969)
- Watson Watring (Dr Leo Linden)
- Milauna Jemai (Colette Ferguson, 1969)

- Volunteers (Jefferson Airplane)
- Somebody to Love (Jefferson Airplane)
- Mercy Mercy Me (Marvin Gaye)
- Say It Loud – I'm Black and I'm Proud (James Brown)
- Love Is All Around (The Troggs)
- White Rabbit (Jefferson Airplane)
- I Shall Be Released (Joe Cocker)
- A Whiter Shade of Pale (Procol Harum)
- Let's Get Together (The Youngbloods)

### Épisode 17:L'Héritier
- États-Unis /  Canada : 14 mars 2004

- États-Unis : 15,92 millions de téléspectateurs[25] (première diffusion)
- Canada : 1,404 million de téléspectateurs[26]

- Marisol Nichols (Elisa)
- Tommy Hinkley (Billy Burkenpass Sr, 1987)
- Mehcad Brooks (Herman Lester)
- James Martin Kelly (Billy Berkenpass Sr)
- Rick Kelly (Billy Berkenpass Jr., 2004)
- Kyausha Simpson (Tanya Williams, 1987)
- Jamison Haase (Ronnie Berkenpass Jr, 1987)
- Mick Orfe (Bobby Lein, 1987)
- Tyrone Burton (Ray Lester)
- Monnae Michaell (Tanya Williams, 2004)
- Jo D. Jonz (Freddie)

- Walk This Way (Aerosmith & Run–D.M.C.)
- Word Up (Cameo)
- Big Time (Peter Gabriel)
- Push It (Salt-n-Pepa)
- Niggaz Wanna Act (Maze)
- Don't Give Up (Peter Gabriel)
- Walk Like a Man (Bruce Springsteen)

### Épisode 18:Résolutions
- États-Unis : 28 mars 2004

- États-Unis : 14,26 millions de téléspectateurs[27] (première diffusion)

- Stacy Edwards (Susan Cardiff)
- David Andriole (Greg Cardiff)
- Cameron Dye (Mel Davis)
- Noelle Evans (Jill Davis)
- John Kapelos (John Butler)
- Victor McCay (Russell Brinkley)
- Kevin McCorkle (Détective Gil Sherman)
- Ian Paul Nelson (Gary Cardiff, 2004)
- Leigh Kelly (Tammy Franklin)
- Jeff Bowser (Trevor McKai)
- Gage Hanks (Gary Cardiff, 1999)

- Save Tonight (Eagle Eye Cherry)
- Never Let You Go (Third Eye Blind)
- She's So High (Tal Bachman)
- Steal My Sunshine (Len)
- It's the End of the World as We Know It (And I Feel Fine) (R.E.M.)
- No Scrubs (TLC)
- Hands (Jewel)

### Épisode 19:Les Liens du sang
- États-Unis : 4 avril 2004

- États-Unis : 14,25 millions de téléspectateurs[28] (première diffusion)

- Josh Hopkins (Procureur Jason Kite)
- Laura Allen (Vanessa Prosser)
- Jade Carter (David Lake, 1992)
- Kathy Christopherson (Beth Reardon, 2004)
- Terri Garber (Abbey Lake, 2004)
- Lee Garlington (Carole Prosser)
- James Mathers (Marvin Dobie)
- Jim Meskimen (P.J. Prosser)
- Blake Robbins (David Lake, 2004)
- Lauren Stamile (Abbey Lake, 1992)
- Hilary Salvatore (Beth Reardon, 1992)
- Joel Stoffer (en) (Aaron Dutra, 2004)
- Jon Hershfield (Aaron Dutra, 1992)

- Don't Stop (Fleetwood Mac)
- Dreams (The Cranberries)
- Hey Jealousy (Gin Blossoms)
- What's Up (4 Non Blondes)
- Can't Do a Thing (To Stop Me) (Chris Isaak)
- Ordinary World (Duran Duran)

### Épisode 20:Cupidité
- États-Unis : 18 avril 2004

- États-Unis : 12,93 millions de téléspectateurs[29] (première diffusion)

- Josh Hopkins (Procureur Jason Kite)
- Samuel Ball (Randy Price, 1985)
- Marisol Nichols (Élisa)
- William Bumiller (Charles Danville)
- Martin Grey (Stu Livermore)
- John Kassir (Kip Crowley, 2004)
- Patty McCormack (Mavis Breen, 2004)
- Barbara Niven (Mavis Breen, 1985)
- Wayne Northrop (Roger Collins)
- Michael Paré (Randy Price, 2004)
- Claudette Roche (Victoria Jordan, 2004)
- Thomas Joseph Thyne (Kip Crowley, 1985)
- Kelvin Davis (Teddy Mars, 2004)
- William Christopher Stephens (Teddy Mars, 1985)
- Taye Hansberry (Victoria Jordan, 1985)
- J.P. Hubbell (Beau Munger, 2004)
- Mat Hostetler (Beau Munger, 1985)

- Karma Chameleon (Culture Club)
- It's My Life (Talk Talk)
- Everybody Wants to Rule the World (Tears for Fears)
- Lay Your Hands on Me (Thompson Twins)
- Sharp-dressed Man (ZZ Top)
- Dirty Laundry (Don Henley)
- All Through the Night (Cyndi Lauper)

### Épisode 21:Instinct maternel
- États-Unis /  Canada : 25 avril 2004

- États-Unis : 14,83 millions de téléspectateurs[30] (première diffusion)
- Canada : 1,464 million de téléspectateurs[31]

- Michael Nouri (Kyle Silver)
- Tracy Middendorf (Rebecca Morgan / Linda Frandsen)
- Josh Hopkins (Kite)
- Bahni Turpin (Lindsey Dunlay)
- Jim O'Heir (Ned Ryan)
- Neal Matarazzo (Jeff Gordon)
- Susan Chuang (Frannie Ching)
- Channing Chase (Sally Frandsen)
- Ashton Holmes (Sean Morgan / Robert "Bobby" Gordon)
- Earl Brown (Victor Lake)
- Elan O'Connor (Mia Gordon, 1987)
- Debra Sullivan (Mia Gordon)
- Heidi Bohay (Sally Frandsen, 1987)
- James Downing (Leon Kincade)

- Closer to Fine (Indigo Girls)
- Free Falling (Tom Petty)
- Every Rose Has Its Thorn (Poison)
- Love in an Elevator (Aerosmith)
- Listen to Your Heart (Roxette)
- Sowing the Seeds of Love (Tears for Fears)
- Eternal Flame (The Bangles)

### Épisode 22:Le Plan
- États-Unis /  Canada : 2 mai 2004

- États-Unis : 14,39 millions de téléspectateurs[32] (première diffusion)
- Canada : 1,419 million de téléspectateurs[33]

- Marisol Nichols (Élisa)
- Robert Rusler (Nash Cavanaugh)
- Spencer Daniels (Jerry Kasher, 1999)
- Jason Dohring (Dominic La Salle, 2004)
- Noel Fisher (Jerry Kasher, 2004)
- John Mahon (Colonel Henderson)
- Nate Parker (RJ Holden, 2004)
- Sam Witwer (Sergent James Creighton)
- Alec Medlock (Dominic La Salle, 1999)
- Tequan Richmond (RJ Holden, 1999)

- Machine Head (Bush)
- Outside (Staind)
- Writing to Reach You (Travis)
- Long Way Down (Peg)
- Last Resort (Papa Roach)
- Wise Up (Aimee Mann)

### Épisode 23:Premier amour
- États-Unis /  Canada : 23 mai 2004

- États-Unis : 14,53 millions de téléspectateurs[34] (première diffusion)
- Canada : 1,349 million de téléspectateurs[35]

- Mae Whitman (Eve Kendall)
- Josh Hopkins (Kite)
- Marisol Nichols (Elisa)
- Benjamin John Parrillo (Mark Adams)
- Robin Weigert (Dét. Anna Mace)
- Larry Joshua (Wayne Larkin)
- Blue Deckert (Sam Tarrance)
- Ronne Troup (Rita)
- Ronald Hunter (Jim Larkin)
- Luke Eberl (Wayne Larkin, 1986)
- Anson Scoville (Max Tanner, 1986)
- Rob Moran (Max Tanner)
- Michael Bierman (Mark Adams, 1986)
- Amy Halloran (Carrie Plummer, 1986)
- Carrie Armstrong (Carrie Plummer)
- Patricia Sill (Wendy)
- Timothy Slaske (Sam Tarrance, 1986)
- Gavin Black (Shopper, 1986)

- And We Danced (The Hooters)
- Mad About You (Belinda Carlisle)
- Love Somebody (Rick Springfield)
- Maniac (Michael Sembello)
- Safety Dance (Men Without Hats)
- Pretty in Pink (The Psychedelic Furs)
- The Ghost in You (The Psychedelic Furs)
- Leather and Lace (Stevie Nicks)